# Lisa Mona Lisa
Chansons représentant l'Autriche au Concours Eurovision de la chanson
Nur noch Gefühl
(1987) Nur ein Lied
(1989)
Lisa Mona Lisa est la chanson représentant l'Autriche au Concours Eurovision de la chanson 1988. Elle est interprétée par Wilfried.
La chanson est la douzième de la soirée, suivant Lied für einen Freund interprétée par Maxi & Chris Garden pour l'Allemagne et précédant Ka' du se hva' jeg sa'? interprétée par Kirsten & Søren pour le Danemark.
À la fin des votes, Lisa Mona Lisa n'obtient aucun point et prend la dernière place sur vingt-et-un participants.
La chanson est enregistrée en allemand, en anglais et en français. Mais en raison du four à l'Eurovision, les versions en anglais et en français ne sont pas publiées.

## Source de la traduction
- (en) Cet article est partiellement ou en totalité issu de l’article de Wikipédia en anglais intitulé « Lisa Mona Lisa » (voir la liste des auteurs).